# Изкуството на смъртта
„Изкуството на смъртта“ (на испански: El arte de morir) е испански филм на ужасите през 2000 г., режисиран от Алваро Фернандез Армеро. Във филма участват Феле Мартинез, Мария Естеве, Густаво Салмерон, Адриа Коладо, Лучия Хименез и др.

## Актьорски състав
| Изпълнител            | Роля     |
| --------------------- | -------- |
| Феле Мартинез         | Иван     |
| Мария Естеве          | Клара    |
| Густаво Салмерон      | Начо     |
| Адриа Коладо          | Карлос   |
| Лучия Хименез         | Патрисия |
| Елза Патаки           | Кандела  |
| Серджио Перис-Менчета | Рамон    |
| Емилио Гутиерез Каба  | Куинтана |

## „Изкуството на смъртта“ В България
В България филмът е излъчен на 8 декември 2002 г. по Диема+ с български дублаж. Екипът се състои от:
| Озвучаващи артисти | Анна Петрова Венета Зюмбюлева Васил Бинев Петър Чернев Борис Чернев |
| Преводач           | Даниела Славчева                                                    |
| Тонрежисьор        | Димитър Кръстев                                                     |